# Congrés Nacional del Brasil
El Congrés Nacional del Brasil (en portuguès, Congresso Nacional do Brasil) és l'òrgan constitucional que exerceix les funcions del poder legislatiu a nivell federal (elaborar i aprovar lleis i fiscalitzar a l'Estat brasiler). El Congrés Nacional és una institució bicameral, format per dues Casas: el Senat Federal (Senado Federal do Brasil, format per 81 senadors, en representació dels 26 estats més el Districte Federal) i la Cambra dels Diputats (Câmara dos Deputados do Brasil, formada pels 513 diputats federals, representants del poble brasiler).
La presidència del Congrés Nacional recau sobre el President del Senat Federal, ja que el President de la Cambra de Diputats és el segon en la línia de successió presidencial (per darrere del Vicepresident del Govern). Les competències administratives i operatives del funcionament conjunt d'ambdues cases són dispostes pel Reglament Comú del Congrés Nacional del Brasil.

## Estructura

### Seu

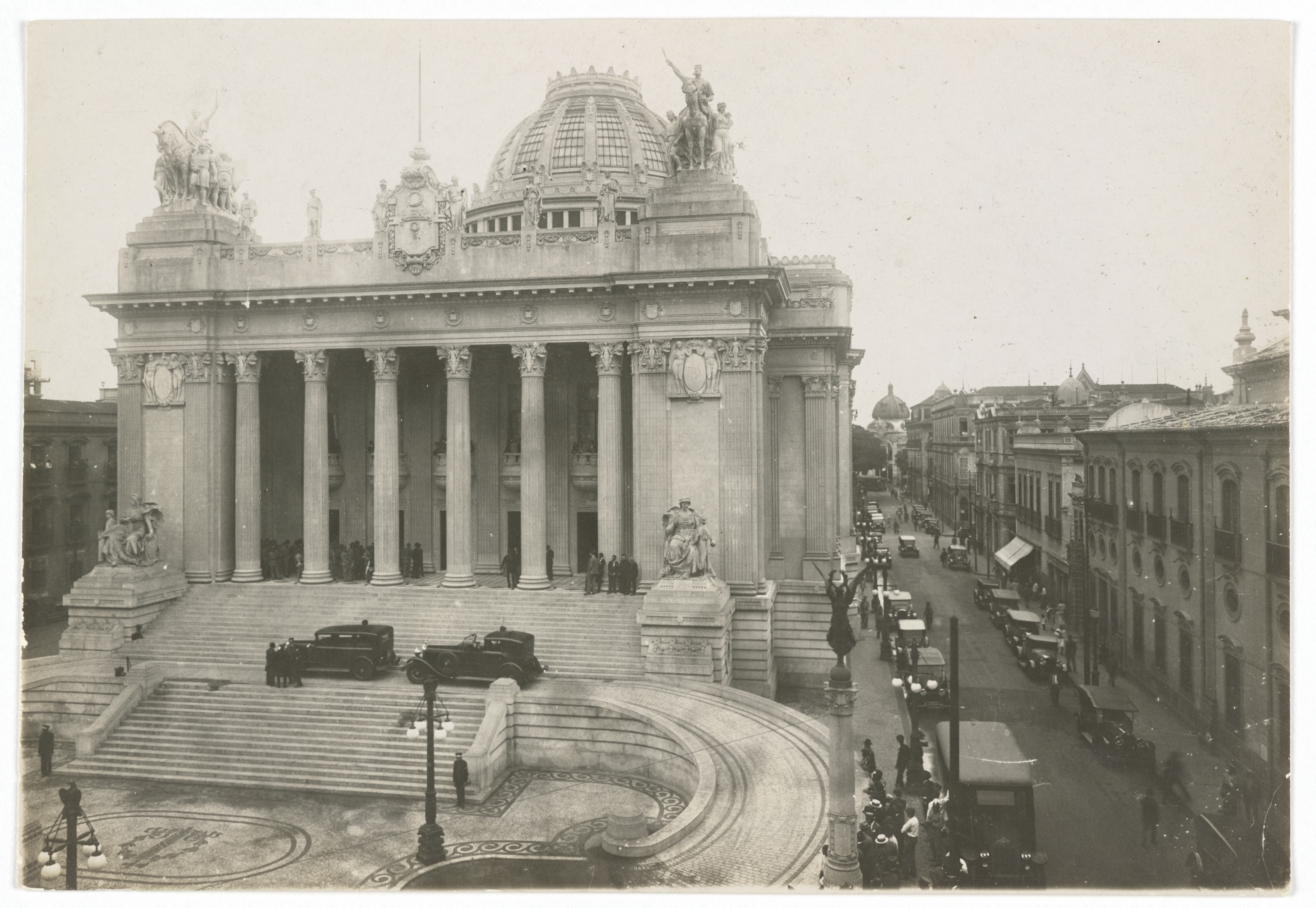
Palau Tiradentes (Rio de Janeiro), seu del Congrés Nacional del Brasil entre 1926 i 1960.

D'ençà la independència del Brasil, la seu del poder legislatiu s'havia ubicat a la capital, Rio de Janeiro. Amb el trasllat de la capital a Brasília, el Congrés Nacional va deixar el Palau Tiradentes (RJ) i es traslladà al Palau Nereu Ramos (DF). Com molts dels edificis governamentals de Brasília, l'edifici del Congrés Nacional va ser concebut per l'Oscar Niemeyer, amb el projecte estructural de l'enginyer Joaquim Cardozo i seguint l'estil de l'arquitectura modernista brasilera. La semiesfera còncava és la que ocupa el Senat Federal i la semiesfera convexa és la de la Cambra dels Diputats, totes dues estan fetes de formigó.

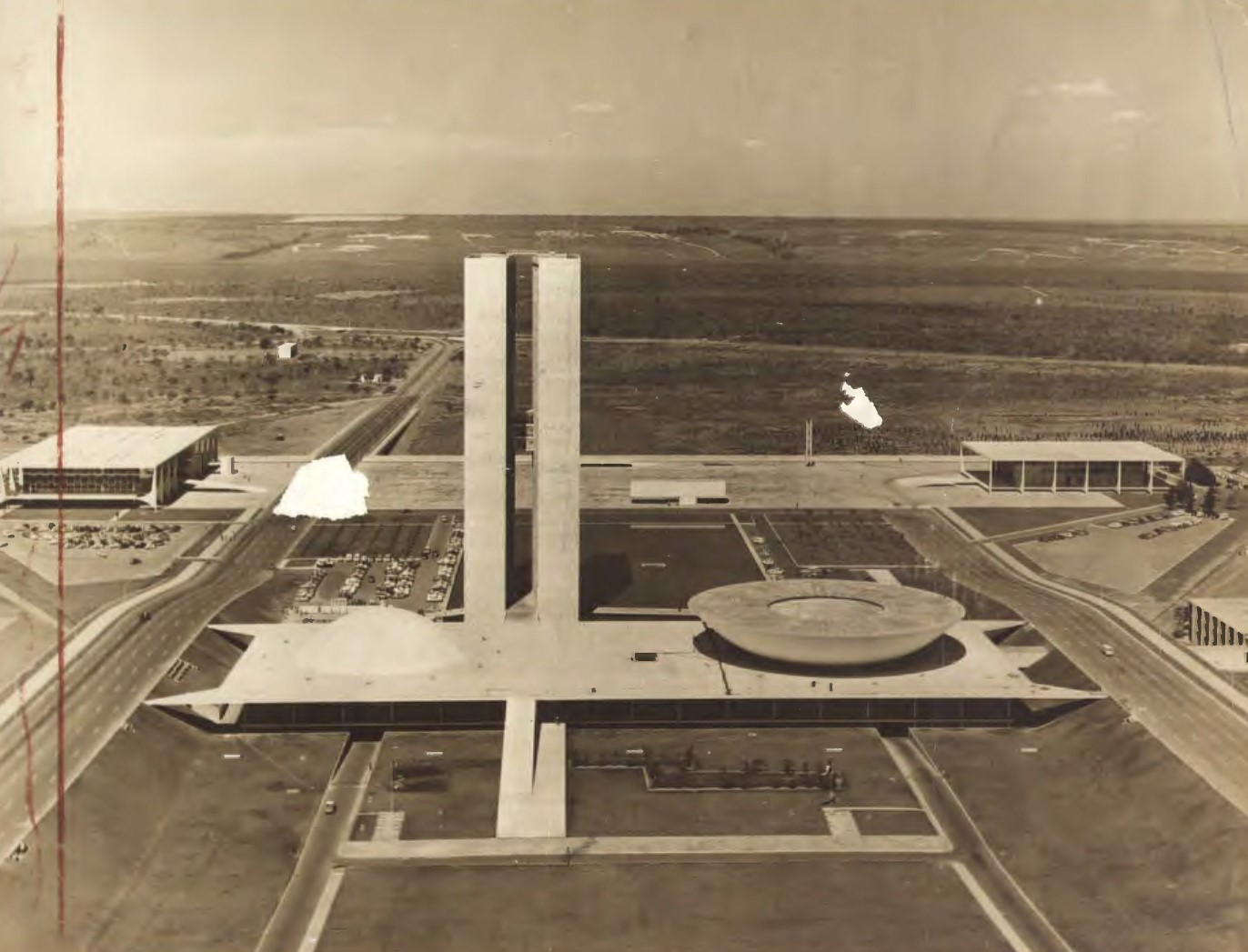
Praça dos Três Poderes a Brasília: Palácio do Planalto (esq.), Congresso Nacional (mig) i Supremo Tribunal Federal (dreta).

L'edifici se situa al mig de l'Eix Monumental, la principal avinguda de la capital. A la part de davant, es troba una gran àrea enjardinada, l'Esplanada dels Ministeris, on es fan desfilades i altres activitats de caràcter públic. A la part contrària, es localitza la Plaça dels Tres Poders, on es troben el Palau del Planalto (seu del poder executiu) i el Palau del Tribunal Suprem Federal (seu del poder judicial).

### Sistema bicameral
El sistema bicameral va ser adoptat per adequar-se a la formació federal del país, procurant equilibrar el pes polític de les unitats federatives que el basteixen. Al Senat Federal, tots els estats i el Districte Federal tenen el mateix nombre de representants (3 senadors cada un), independentment de la mida de les seves poblacions. En canvi, la representativitat de la Cambra dels Diputats sí s'estableix sobre la base de la població de cada circumscripció (les circumscripcions coincideixen amb els estats). Per exemple, el més populós, São Paulo, escull 70 diputats, mentre que el menor, Acre, en tria només 8.
Segons l'article 59 de la Constitució Federal del Brasil, el procés legislatiu involucra a les dues cambres en el procés d'elaboració d'un seguit de normes jurídiques:
- Esmenes a la Constitució Federal.[13]
- Lleis Federals complementàries, ordinàries o delegades.[14]
- Mesures provisionals.[15]
- Decrets legislatius federals.[16]
- Resolucions comunes del Congrés Nacional.[17]

Totes les normes són valorades per les dues Cases, conjuntament o per separat. Els projectes que es tramiten conjuntament són els relatius a les Lleis Pressupostàries, així com els vetos presidencials a projectes de llei o la creació de crèdits addicionals.

### Bancades parlamentàries
A més de l'habitual política de partits, és habitual que la presa de decisions als hemicicles brasilers es dugui a terme per mitjà de lobbys o, com es coneix al Brasil, bancades parlamentàries. Això és degut a la gran fragmentació dels hemicicles (per exemple, a la legislatura 2019-2022, el Senat compta amb 16 partits diferents i el Congrés en té 24) però, també, pel sistema electoral de llistes obertes. Les bancades més poderoses són:

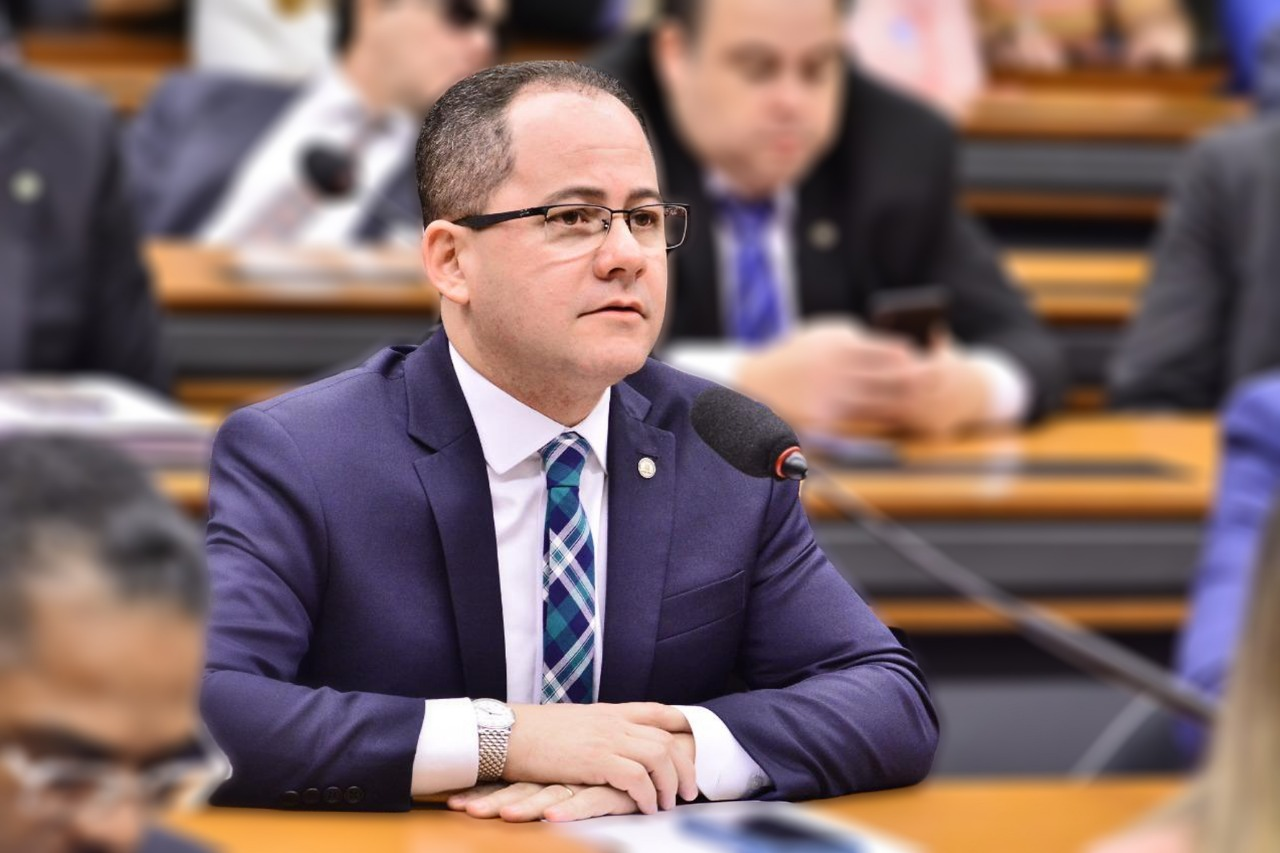
El Diputat Federal Cezinha de Madureira, membre de la bancada evangèlica.

- Bancada evangèlica: formada per diputats o senadors pertanyents a congregacions evangèliques o que en són afins, però també per catòlicsconservadors. Defensors del tradicionalisme, la família convencional i contra la igualtat de gènere, avortament, drets homosexuals, etc.).[23][24]
- Bancada de la bala: defensen l'armament civil, la liberalització de l'ús d'armes, l'enduriment de les penes i l'enfortiment de les forces de seguretat de l'estat.[25][26]
- Bancada ruralista: actua en defensa del interessos dels latifundistes i grans empreses ramaderes.[27][28]
  - Nota: Quan es vol referir conjuntament a aquests tres lobbys de dreta, s'acostuma a utilitzar el sobrenom de Bancada BBB (bíblia, bala, bou).[29]
- Bancada dels parents: formada per polítics que pertanyen a sagues familiars vinculades al poder i la política durant generacions. Són, per tant, defensors del statu quo, negocis extractivistes, etc.[30]
- Altres bancades importants: bancada de les constructores, dels empresaris, dels miners, dels sindicats, dels drets humans, de la pilota (formada per ex-esportistes).[31]

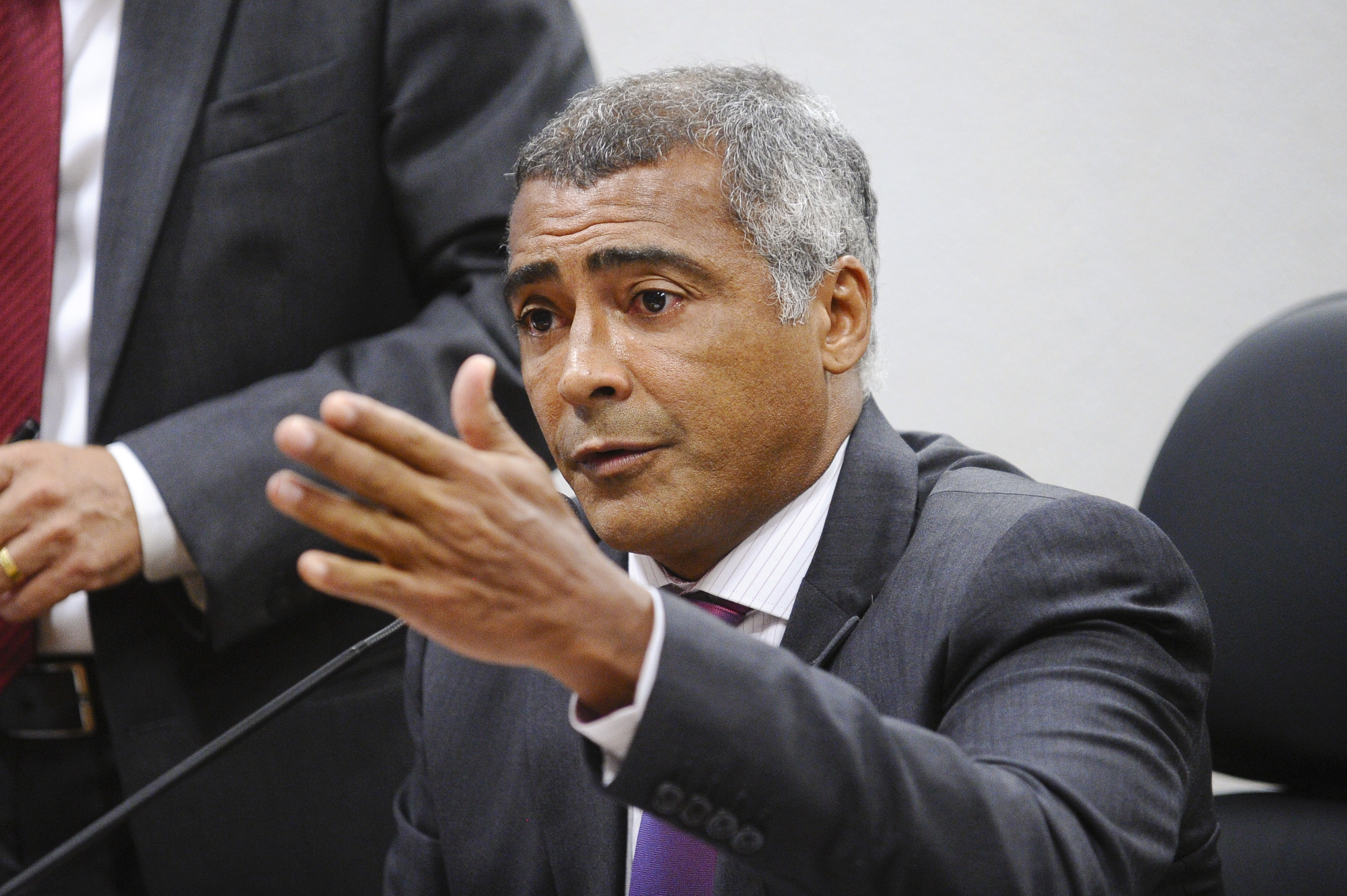
El Senador per Rio de Janeiro, Romário, membre de la bancada de la pilota al Senat i Vicepresident 2n de la Mesa del Congrés.

### La Mesa
L'òrgan deliberatiu de direcció del Congrés Nacional és la Mesa del Congrés Nacional. Està composta per membres de les Meses d'ambdues cambres. Es tracta d'un òrgan administratiu regulat per l'article 57.5 de la Constitució Federal.

#### Composició de la Mesa
La composició de la Mesa del Congrés Nacional, a data d'abril de 2021 és:
| Càrrec           | Nom             | Partit | Estat              |
| ---------------- | --------------- | ------ | ------------------ |
| President        | Rodrigo Pacheco | DEM    | Minas Gerais       |
| Vicepresident 1r | Marcelo Ramos   | PL     | Amazonas           |
| Vicepresident 2n | Romário         | PODE   | Rio de Janeiro     |
| Secretari 1r     | Luciano Bivar   | PSL    | Pernambuco         |
| Secretari 2n     | Elmano Férrer   | PP     | Piauí              |
| Secretari 3r     | Rose Modesto    | PSDB   | Mato Grosso do Sul |
| Secretari 4t     | Weverton Rocha  | PDT    | Maranhão           |

### Calendari de sessions
Les legislatures són períodes de quatre anys, coincidint amb el mandat dels diputats federals. Les sessions plenàries al Congrés Nacional tenen lloc entre el 2 de febrer i el 17 de juliol i entre l'1 d'agost i el 22 de desembre. Cada un d'aquests blocs són anomenats període legislatiu, mentre que cada any natural és anomenat de sessió legislativa ordinària. Si el Congrés s'ha de reunir fora de les dates establertes en aquest calendari, és necessari fer una convocatòria extraordinària, donant peu a una sessió legislativa extraordinària.

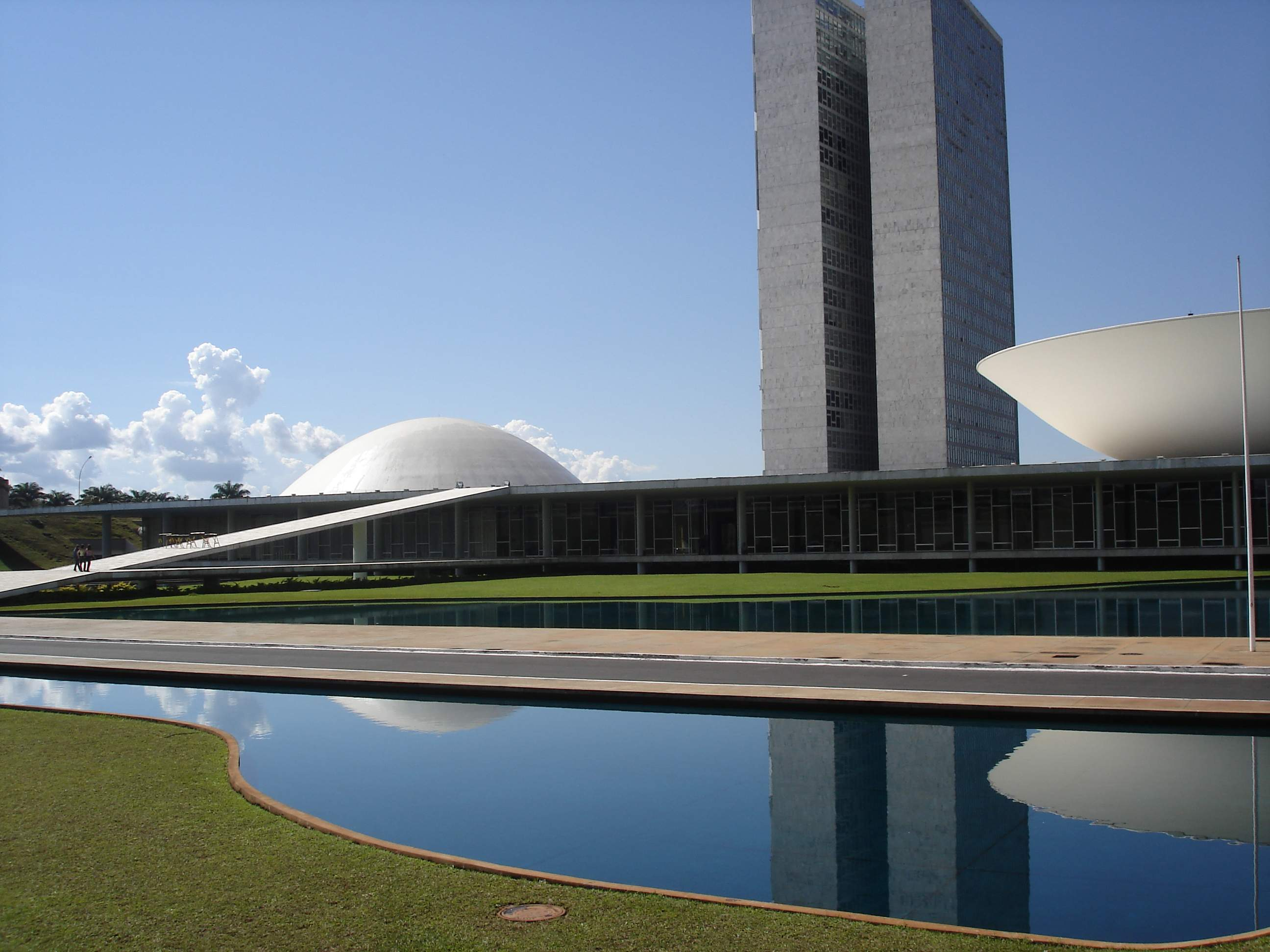
Palau Nereu Ramos, seu del Congrés Nacional del Brasil.

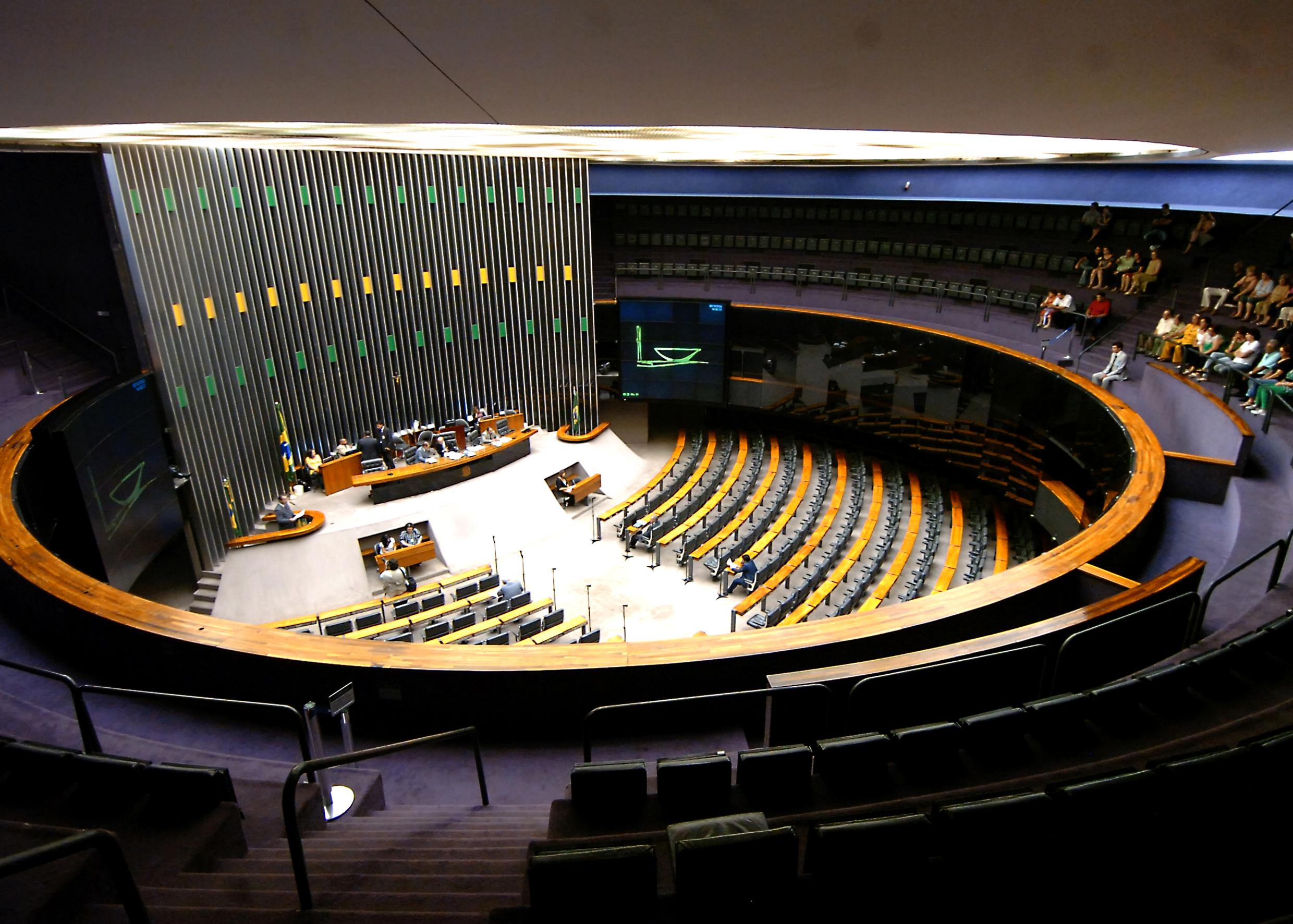
Cambra de Diputats del Brasil.

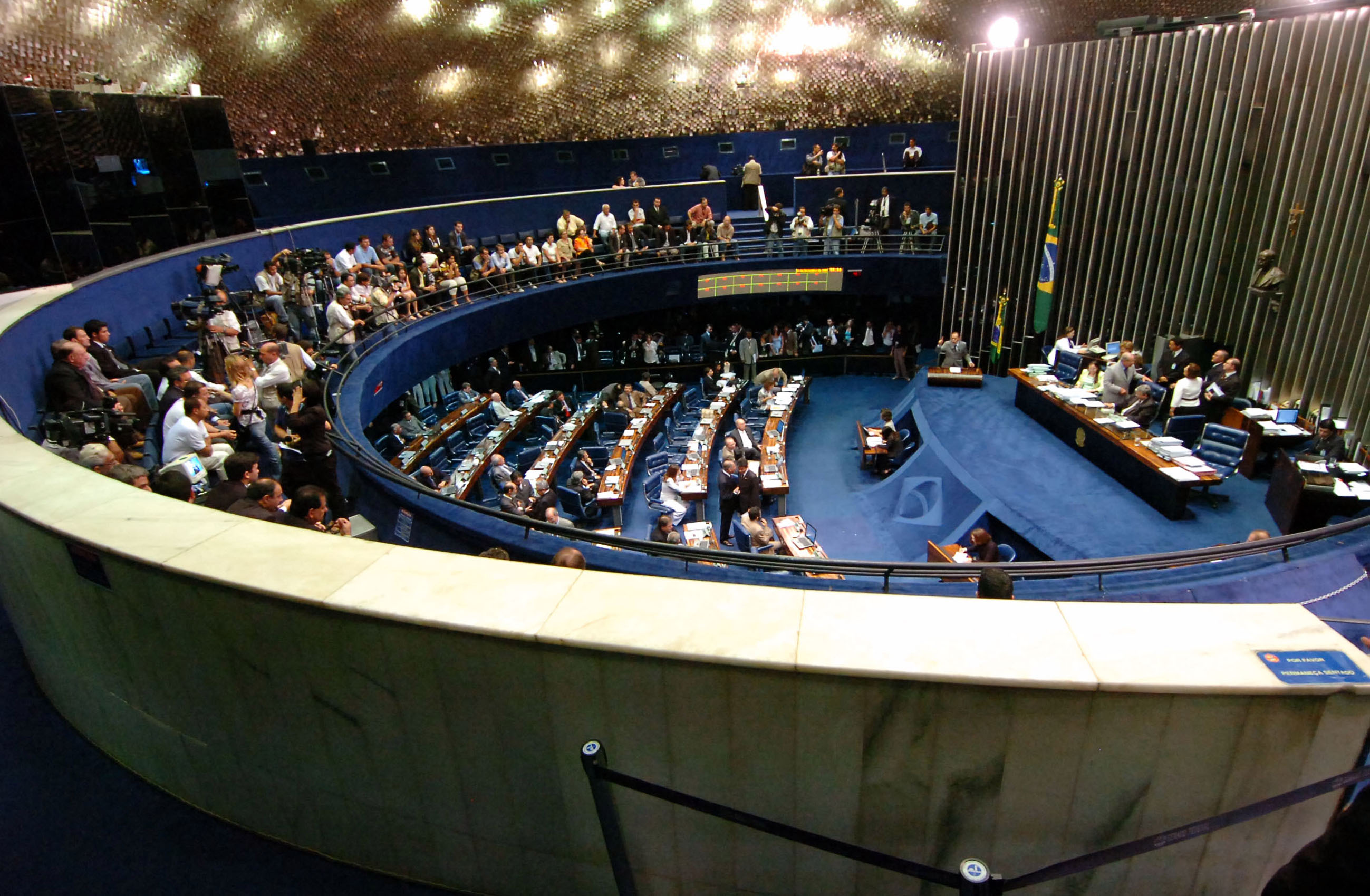
Senat Federal del Brasil.

## Competències
El Congrés Nacional té com a funcions disposar, amb la sanció del President de la República, sobre totes les matèries que siguin competència de la Unió i, en especial:
- Sistema Tributari, recaptació i distribució de la renda.
- Plans plurianuals, directrius pressupostàries, pressupost públic, operacions de crèdit, deute públic i emissió de moneda.
- Modificació dels efectius que componen les Forces Armades.
- Plans i programes nacionals, regionals (interestatals) o sectorials de desenvolupament.
- Límits del territori nacional, espai aeri i marítim i Patrimoni de la Unió.
- Incorporació, subdivisió o desmembrament d'àrees de Territoris o Estats, un cop ateses les respectives Assemblees Legislatives.
- Transferència temporal de la seu del Govern Federal.
- Concessions d'amnistia.
- Organització administrativa i judicial del Ministeri Públic i de l'Advocacia de l'Estat, dels Territoris i del Districte Federal.
- Creació, transformació i extinció de càrrecs, feines i funcions públiques.
- Creació i extinció de Ministeris i òrgans d'Administració pública.
- Telecomunicacions i radiodifusió.
- Matèria financera, de divises i monetària, institucions financeres i les seves operacions.
- Moneda, límits d'emissió i quantia del deute mòbil federal.
- Fixació del sou dels jutges del Tribunal Suprem.

Són competència exclusiva del Congrés Nacional:
- Resoldre definitivament sobre tractats, acords o actes internacionals que comportin encàrrecs o compromisos considerables al patrimoni nacional.
- Autoritzar al President de la República a declarar la guerra, a celebrar la pau o a permetre que forces estrangeres transitin o s'estiguin al territori nacional temporalment.
- Autoritzar al President o al Vicepresident a absentar-se del país, quan hagi de ser per un període superior a 15 dies.
- Aprovar l'estat de defensa i la intervenció federal, autoritzar l'estat de setge o suspendre qualsevol d'aquestes mesures.
- Transferir temporalment la seva seu.
- Fixar un sou idèntic per Diputats Federals i Senadors.
- Fixar els sous del President, Vicepresident i dels Ministres.
- Jutjar anualment els comptes presentats pel President i valorar els informes sobre l'execució dels plans de govern.
- Fiscalitzar i controlar, directament o per qualsevol de les Cases, els actes del Poder Executiu, inclosos aquells d'administració indirecta.
- Tenir cura de la preservació de les seves competències legislatives enfront dels altres Poders.
- Valorar els actes de concessió i renovació d'emissores de ràdio i televisió.
- Escollir dues terceres parts dels membres del Tribunal de Comptes de la Unió.
- Aprovar iniciatives del Poder Executiu referents a activitats nuclears.
- Autoritzar referèndums i convocar plebiscits.
- Autoritzar, en terres indígenes, l'explotació i aprofitament de recursos hídrics i la prospecció i extracció de recursos minerals.
- Aprovar l'alienació o concessió de terres públiques d'àrees superiors a 2.500 ha.

## Congressistes
Els membres del Congrés Nacional són coneguts com congressistes o parlamentaris, sent dividits entre senadors i diputats federals. No pot haver-hi cap diferència de remuneració entre uns i altres.
Amb la finalitat de garantir la independència del Poder Legislatiu, els parlamentaris obtenen algunes prerrogatives especials, com per exemple la immunitat:

### Immunitat

#### Immunitat material
També coneguda com inviolabilitat, consisteix en suspendre el delit d'opinió (injúria, difamació, calumnia...) en l'exercici de les seves funcions. Així doncs, els congressistes són inviolables, civil i penalment, per qualsevulla de les seves opinions, paraules o vots, sempre i quan siguin pertinents a l'exercici dels seu càrrec.

#### Immunitat formal
És la prerrogativa que garanteix al parlamentari la impossibilitat de ser pres, excepte si ho fos durant la comissió de fets delictius molt greus (terrorisme, tràfic, tortura...). D'aquesta manera, el congressista no podrà ser pres de manera cautelar o preventiva, ni per una sentència d'un tribunal ordinari. En el cas de trobar-se encausat en un procés criminal, aquest podria ser deixat en suspens a petició del seu partit i amb l'aprovació de la majoria de la cambra del congressista.

### Aforament per prerrogativa de funció
També conegut com aforament ratione muneris, implica que un congressista encausat per un delicte comès durant el temps que estigui en exercici del seu càrrec de Senador o Diputat Federal, només podrà ser jutjat pel Tribunal Suprem Federal si aquell segueix ostentant l'esmentat càrrec.

### Altres garanties
Per tal d'assegurar al màxim el bon funcionament del Poder Legislatiu, els seus membre compten amb altres garanties addicionals:
- No poden ser incorporats a les Forces Armades (ni tan sols els militars en època de guerra) tret que ho autoritzi la pròpia cambra.
- No són obligats a prestar testimoni sobre informacions rebudes o transmeses en l'exercici del seu mandat, ni sobre els seus interlocutors.